# انیولا آلوکا
انیولا آلوکا (انگلیسی: Eniola Aluko؛ زادهٔ ۲۱ فوریهٔ ۱۹۸۷) یک بازیکن فوتبال اهل نیجریه است که در سن 1 سالگی به انگلیس مهاجرت کرد و برای تیم ملی بریتانیا بازی می کند.
از باشگاه‌هایی که در آن بازی کرده‌است می‌توان به آتلانتا بیت و اسکای بلو اف‌سی اشاره کرد و در حال حاضر در باشگاه فوتبال بانوان چلسی بازی می کند.